# Kun for mig
Kun for mig (en español: Solo para mi) es un sencillo de la cantante danesa Medina. La canción fue coescrita por la propia artista junto a Jeppe Federspiel y Rasmus Stabell. Fue publicado el 22 de septiembre de 2008, siendo el primer sencillo del segundo álbum de la cantante, titulado Velkommen til Medina. La canción se encontró en la lista oficial de las canciones más populares en Dinamarca durante 52 semanas y ocupó el primer lugar durante seis. Fue la canción más vendida en Dinamarca y la cuarta canción más tocada en las radios durante 2009. Gracias a esta canción, Medina se hizo popular en países como Alemania, Austria o Suiza. La canción fue versionada por la propia cantante junto al rapero L.O.C., alcanzando la posición #1 durante una semana en julio de 2009. Esta versión se llamó "Kun for dig".
Posteriormente, el sencillo fue versionado en diversos idiomas como inglés (You and I), español (Yo sin ti) o urdu (Yaad Teri).